# Cmentarz ewangelicko-reformowany w Łodzi
Cmentarz ewangelicko-reformowany w Łodzi znajduje się przy ulicy Rejtana 12 i powstał w 1904 roku. Właścicielem jest parafia przy ul. Radwańskiej 37. Nekropolia zajmuje niewielki obszar, sąsiadujący z terenem po dawnym cmentarzu luterańskim (obecnie park im. T. Rejtana).